# Колчестер (графство)
Колчестер — графство в канадской провинции Новая Шотландия. Графство является переписным районом и административной единицей провинции.

## География
Графство расположено в самом центре провинции. На севере оно граничит с графством Камберленд, на востоке — с графством Пикту, на юге — с графством Галифакс. Западная часть графства омывается водами залива Кобекуид (Cobequid Bay), который является продолжением Минас-Бейсин. На юго-западе графства протекает река Шубенакади (Shubenacadie River), по которой проходит граница с графством Хантс.
По территории графства проходят автодороги провинциального значения хайвеи 102 и 104, а также ряд дорог, управляемых графством, основными из которых являются магистрали 2, 4 и 6 и коллекторы 224, 236, 246, 256, 289, 311, 326 и 336.

## История
Графство было образовано в 1835 году из округа Кобекуид графства Галифакс и получило свой название по городу в графстве Эссекс, Англия. Округ был образован в 1780 году. Его название произошло от слова Wagobagitk, что на языке микмаков означает «высоко поднимающийся залив» (англ. the bay runs far up). Границы графства неоднократно пересматривались. В 1838 году была определена граница между графствами Камберленд и Колчестер. В 1840 году к графству отошла часть городского поселения Парсборо. В 1871 году были определены границы с графствами Хантс и Галифакс, частично пересмотренные в 1880 году и 1897 году, когда они были чётко сформулированы.

## Население
Для нужд статистической службы Канады графство разделено на два города, одну индейскую резервацию и три неорганизованные области.
| Название    | Оригинальное название | Статус                   | Площадь  | Население |
| ----------- | --------------------- | ------------------------ | -------- | --------- |
| Стьюиэк     | Stewiacke             | Город                    | 17,67    | 1 421     |
| Труро       | Truro                 | Город                    | 37,63    | 11 765    |
| Миллбрук 27 | Millbrook 27          | Индейская резервация     | 3,55     | 703       |
| Округ A     | Colchester, Subd. A   | Неорганизованная область | 877,58   | 3 525     |
| Округ B     | Colchester, Subd. B   | Неорганизованная область | 1 248,21 | 19 297    |
| Округ C     | Colchester, Subd. C   | Неорганизованная область | 1 443,05 | 13 312    |